# Jang Yong-ho
Jang Yong-ho (4 de abril de 1976) é um arqueiro sul-coreano, campeão olímpico.

## Carreira
Jang Yong-ho representou seu país nos Jogos Olímpicos em 1996 a 2004, ganhando a medalha de ouro por equipes em 2000 e 2004. 